# Nanni (sockenhuvudort i Kina, Tibet Autonomous Region, lat 28,82, long 89,65)
Nanni (kinesiska: 南尼, 南尼乡) är en sockenhuvudort i Kina. Den ligger i den autonoma regionen Tibet, i den sydvästra delen av landet, omkring 170 kilometer sydväst om regionhuvudstaden Lhasa. Antalet invånare är 2 232. Befolkningen består av 1 113 kvinnor och 1 119 män. Barn under 15 år utgör 26,0 %, vuxna 15-64 år 67 %, och äldre över 65 år 5,0 %.
Runt Nanni är det mycket glesbefolkat, med 3 invånare per kvadratkilometer. Närmaste större samhälle är Jiangzi, 11,8 km norr om Nanni. Trakten runt Nanni består i huvudsak av gräsmarker.
Genomsnittlig årsnederbörd är 686 millimeter. Den regnigaste månaden är juli, med i genomsnitt 176 mm nederbörd, och den torraste är december, med 6 mm nederbörd.